# Afirmación lógica
En matemáticas, especialmente en lógica, una afirmación lógica es la presentación de una proposición o predicado lógico como su afirmación o su consideración como verdad cierta.

## Definición
Siendo {\displaystyle {\mathcal {P}}} el conjunto de proposiciones, y {\displaystyle a,b,c,d,\dots } proposiciones de {\displaystyle {\mathcal {P}}}, se puede definir la operación unaria: afirmación, por la que a una variable {\displaystyle b\,} de {\displaystyle {\mathcal {P}}} se le asigna el valor de la variable {\displaystyle a} de {\displaystyle {\mathcal {P}}}.
{\displaystyle {\begin{array}{rrcl}id:&{\mathcal {P}}&\longrightarrow &{\mathcal {P}}\\&a&\mapsto &b=id(a)\;\equiv \;b=a\end{array}}}